# Депутаты областных маслихатов Казахстана III созыва

## Алматинская область
1. Сыдык Ардак Маутханулы- секретарь
2. Айтбаев Сансызбай Айтбаевич
3. Амиров Марат Шотанович
4. Абижанов Алтай Мекенович
5. Агментаев Серикбай Айтышевич
6. Аббасов Болатбек Аббасович
7. Аскарбаев Абилкай Казиевич
8. Бабичев Алексей Яковлевич
9. Базарбаев Муратбек Есимкулович
10. Баядилов Халык Онгарович
11. Бурахан Асхат Садембаевич
12. Белгибаев Еркен Аубакирович
13. Горпинич Владимир Константинович
14. Дуйсебаев Конысбек
15. Егинбаев Жанайдар Жылкайдарович
16. Жумадилов Санат Мотекович
17. Зияданов Амантай Зияданович
18. Искаков Толеухан Искакович
19. Карамшук Иван Тихонович
20. Касымов Марат Мусаханович
21. Койбаков Талгат Мамыртаевич
22. Касанов Усеин Исмаханович
23. Кыстаубаев Әбдижапар Огизбаевич
24. Касымов Сайдахмет
25. Мырзагалиев Марат
26. Мамбеталиев Акжолтай Турдалиевич
27. Оспанов Турсын Молдагалимович
28. Рязанов Александр Владимирович
29. Сидехменов Александр Владимирович
30. Сакмаров Виктор Васильевич
31. Садыков Болат Нурмурзаевич
32. Сапожников Валерий Иванович
33. Сабыр Ермек Мухаммедкеримович
34. Садыков Шахзинда Гусейнович
35. Жунисбеков Едиген Исатович
36. Тохтахунов Рахимжан
37. Тазабеков Мурат Жунисович
38. Туктибаев Оразкелди Беденович
39. Токталинова Бакытгуль Биткенбаевна
40. Турсынмуратова Бахытгуль Ескендировна
41. Хильниченко Виктор Петрович
42. Хасенов Мурат Сапаргалиевич
43. Чурегеев Сейдахмет Балтабаевич
44. Шакиров Шафхат Галеевич[1]

## Карагандинская область
1. Абдиров Кадырбек Сагашевич
2. Аймагамбетов Асхат Канатович
3. Ашимов Толеген Мукатаевич
4. Аширова Мадина Сафарбековна
5. Балашов Александр Иванович
6. Бексултанов Кудайберген
7. Буздалина Ольга Ивановна
8. Буранкулова Сания Нуртасовна
9. Долинский Виктор Иванович
10. Зорин Борис Викторович
11. Ивченко Геннадий Иванович
12. Ильясов Мурат Куснетдинович
13. Кистанов Сергей Павлович.
14. Лепекоршев Андрей Леонидович
15. Лосева Елена Алексеевна
16. Марданов Тулеугажи Марданович
17. Мухтаров Жандил Ахуанович
18. Нечет Сергей Леонидович
19. Нуршимов Рахимжан Махмутович
20. Оленченко Петр Павлович.
21. Осин Шамиль Абзалетдинович
22. Оспанова Майра Мажкеновна
23. Оспанов Кабдыгали Нургалиевич
24. Оспанова Кадиша Базарбаевна
25. Полевой Николай Григорьевич
26. Рахимбергенов Нурлан Балтабаевич
27. Сарсембаева Евгения Келимовна
28. Сергебаев Багдат Алимханович
29. Сухорукова Наталья Евгеньевна
30. Тютяева Ксения Александровна[2]

## Восточно-Казахстанская область
1. Абжаппаров  Абдумуталип Абжапарович
2. Адианов Борис Тимофеевич
3. Аксенов Владимир Викторович
4. Амурзаков Каипкан Медеуович
5. Ахаев Василий Иванович
6. Баяхметов Какенкаджи Кажыакбарович
7. Беспрозванных Сергей Маратович
8. Блок Леонид Петрович
9. Войтов Николай Иванович
10. Есенгарин Нурсамат Кабденович
11. Жараспаев Калиаскар Мусабекович
12. Жотабаев Женис Рахметович
13. Жилжаксынов Павел Калымович
14. Ибраев Габбас Тукешевич
15. Иванов Виталий Иванович
16. Исабаев Темирбек Кумарбекович
17. Исембаев Кайдар
18. Кабдуллин Мураткан Кунапиянович
19. Колганов Владимир Пантелеевич
20. Кошпанов Битимхан Кошпанович
21. Кравцов Владимир Петрович
22. Кузьмин Николай Алексеевич
23. Лабуков Михаил Семенович
24. Мусин Кайрат Маратович
25. Мусин Нурлан Рысханулы
26. Мутанов Галимкаир Мутанович
27. Мухамадиев Казыкен Ануарбекович
28. Мухаметкалиев Мурат Кайдарович
29. Оралбаев Темирлан Алтынканович
30. Оспанов Мурат Магавьянович
31. Приходько Юрий Борисович
32. Рахимова Рая Жангалиевна
33. Рахманов Талап Малдыбаевич
34. Рябов Юрий Иванович
35. Сандыбаев Марат Нурланбекович
36. Сапарбеков Ныгымет Карабекович
37. Степура Александр Васильевич
38. Сыдыков Ерлан Батташевич
39. Телеуов Мурат Койшибаевич
40. Тумабаев Мухит Турысханович
41. Шмурыгин Александр Георгиевич
42. Штейн Михаил Абрамович
43. Шушков Анатолий Анатольевич
44. Тулеубаев Меирхан Акпанбекович
45. Тусупова Нуржан Курмантаевна[3]

## Павлодарская область
1. Абдрахманов Тулеген Габбасович
2. Адильханов Болат Агзамович
3. Алекпаров Юсуп Увалиевич
4. Апаханов Багадат Ибрагимович
5. Арын Ерлан Мухтарулы
6. Бабенко Александр Витальевич
7. Баймухамбетова Зеннат Козыбаевна
8. Бакауов Булат Жумабекович
9. Белогривый Леонид Анатольевич
10. Гафуров Ринат Мифтахович
11. Головачёв Николай Петрович
12. Гуськов Анатолий Николаевич
13. Досжанова Гульнара Хайлановна
14. Жасылгусова Шолпан Аусагитовна
15. Кабурнеев Валерий Иванович
16. Касен Темирболат Мубаракович
17. Касицин Александр Анатольевич
18. Колодюк Петр Петрович
19. Кузьменко Петр Петрович
20. Омаров Аскар Шайхинович
21. Рамазанов Жанайдар
22. Рустамбаев Абдуазим Абдуганиевич
23. Садыкова Гульнар Ныгметуллиновна
24. Самекеев Кунаш  Турбекович
25. Силяев Виктор Иванович
26. Сулейменов Серик Толеугазинович
27. Султанов Темирхан Токбергенович
28. Танирбергенов Асылхан
29. Терентьев Александр Алексеевич
30. Челаков Анатолий Владимирович
31. Червоный Вячеслав Данилович
32. Шабрат Николай Петрович[4]